# Mel Rees
Melvyn John „Mel“ Rees (* 25. Januar 1967 in Cardiff; † 30. Mai 1993 in Derby) war ein walisischer Fußballspieler. Der Torhüter war seit 1984 Profi und wurde der jüngste Spieler, der in allen vier englischen Profiklassen zum Einsatz kam. 1993 starb er 26-jährig an einer Krebserkrankung.

## Karriere
Rees war 1982 Ersatztorhüter der Fitzalan School, die als erste walisische Mannschaft den English Schools FA Cup gewann. 1983 kam der talentierte Torhüter als einer der ersten Nachwuchsspieler unter dem neu eingeführten Youth Training Scheme zu Cardiff City und erhielt ein Jahr später seinen ersten Profivertrag. Rees’ Pflichtspieldebüt in der Football League Second Division folgte nur kurze Zeit später am 9. September, Rees machte bei der 2:4-Niederlage gegen Brighton & Hove Albion aber eine „traumatische Erfahrung“ und musste ein Jahr auf seine nächsten Einsätze warten.
Anfang der Saison 1985/86 kam Rees zu neun weiteren Einsätzen, darunter acht Niederlagen bei insgesamt 22 Gegentoren, bevor ihn eine Handgelenksverletzung für ein Jahr außer Gefecht setzte. Das Team stieg zum Saisonende in die Fourth Division ab, in der der neu verpflichtete Graham Moseley Stammtorhüter war. Rees kehrte an den letzten 14 Spieltagen der Saison 1986/87 in das Tor der Waliser zurück und überzeugte dabei mit seinen Leistungen die Verantwortlichen des Erstligisten FC Watford, die Rees am Saisonende für eine Ablöse von £60.000 als Ersatzkeeper hinter Tony Coton verpflichteten.
Rees kam bei Watford in drei Jahren zu ebenso vielen Ligaeinsätzen, alle zum Jahreswechsel 1987/1988. Mit seinem Debüt in der First Division wurde Rees zum jüngsten Spieler, der in allen vier englischen Profispielklassen zum Einsatz gekommen war. Da Einsatzzeiten bei Watford rar waren, wurde er in der Folge mehrfach verliehen und spielte auf Leihbasis bei Crewe Alexandra (1989, u. a. Gegentreffer durch den Fulham-Torhüter Jim Stannard), Southampton (1989) und Leyton Orient (1990). Im September 1990 meldete der Zweitligist West Bromwich Albion, der auf der Suche nach einem Ersatztorhüter hinter Stuart Taylor war, Interesse an Rees an. Der Torhüter nahm das Angebot an und wechselte für eine Ablöse von £55.000 in die Second Division. Als sich Taylor Anfang Januar 1991 verletzte, rückte Rees in die Startelf. Sein Pflichtspieldebüt für West Brom geriet zum Debakel, als er mit seiner Mannschaft zu Hause 2:4 im FA Cup gegen die Amateure des FC Woking unterlag. An das Pokalspiel schlossen sich 18 weitere Einsätze an, darunter waren allerdings nur vier siegreiche Partien und die Albions mussten am Saisonende den Gang in die Third Division antreten. Nach dem Abstieg wurde er von Trainer Bobby Gould zur „Nummer 3“ degradiert und war ohne Chance auf Einsätze. Im Februar 1992 ging er auf Leihbasis zu Norwich City und blieb dort aber als Vertretung für Bryan Gunn hinter Mark Walton ohne Einsatz.
Ende März 1992 folgte ein überraschender Wechsel zurück in die erste Liga zu Sheffield United, die nach den Ausfällen von Simon Tracey und Phil Kite verzweifelt auf der Suche nach einem Torhüter für die restliche Saison waren und für Rees eine Ablöse von £25.000 zahlten. Er gab am 28. März gegen den FC Liverpool bei einem 2:0-Sieg sein Debüt für die „Blades“, ohne zuvor seine neuen Mannschaftskameraden kennengelernt zu haben. Das Team blieb in der Folge sechs weitere Partien ungeschlagen, nicht zuletzt wegen herausragender Leistungen von Rees, die auch dem walisischen Nationaltrainer Terry Yorath nicht verborgen blieben. Rees erhielt für ein bevorstehendes WM-Qualifikationsspiel seine erste Berufung in die walisische Nationalmannschaft, musste aber aufgrund einer im vorletzten Ligaspiel gegen Leeds United erlittenen Beinverletzung absagen.
Im Sommer 1992 wurde bei Rees Darmkrebs diagnostiziert, und er unterzog sich einer Operation, die zunächst erfolgreich erschien. Nachdem die Krankheit im März 1993 erneut auftauchte, musste er erneut operiert werden. Seinen letzten öffentlichen Auftritt hatte Rees am 3. April 1993 vor dem Halbfinale des FA Cups zwischen Sheffield Wednesday und Sheffield United im Londoner Wembley-Stadion. Ende Mai 1993 erlag er 26-jährig dem Krebsleiden.